# San Antonio de Palé
San Antonio de Palé est le chef-lieu de l'île d'Annobón, la plus méridionale des îles équatoguinéennes et la seule se trouvant (tout juste) dans l'hémisphère sud terrestre. La ville est située sur la côte nord de l'île immédiatement à l'est de son aéroport.

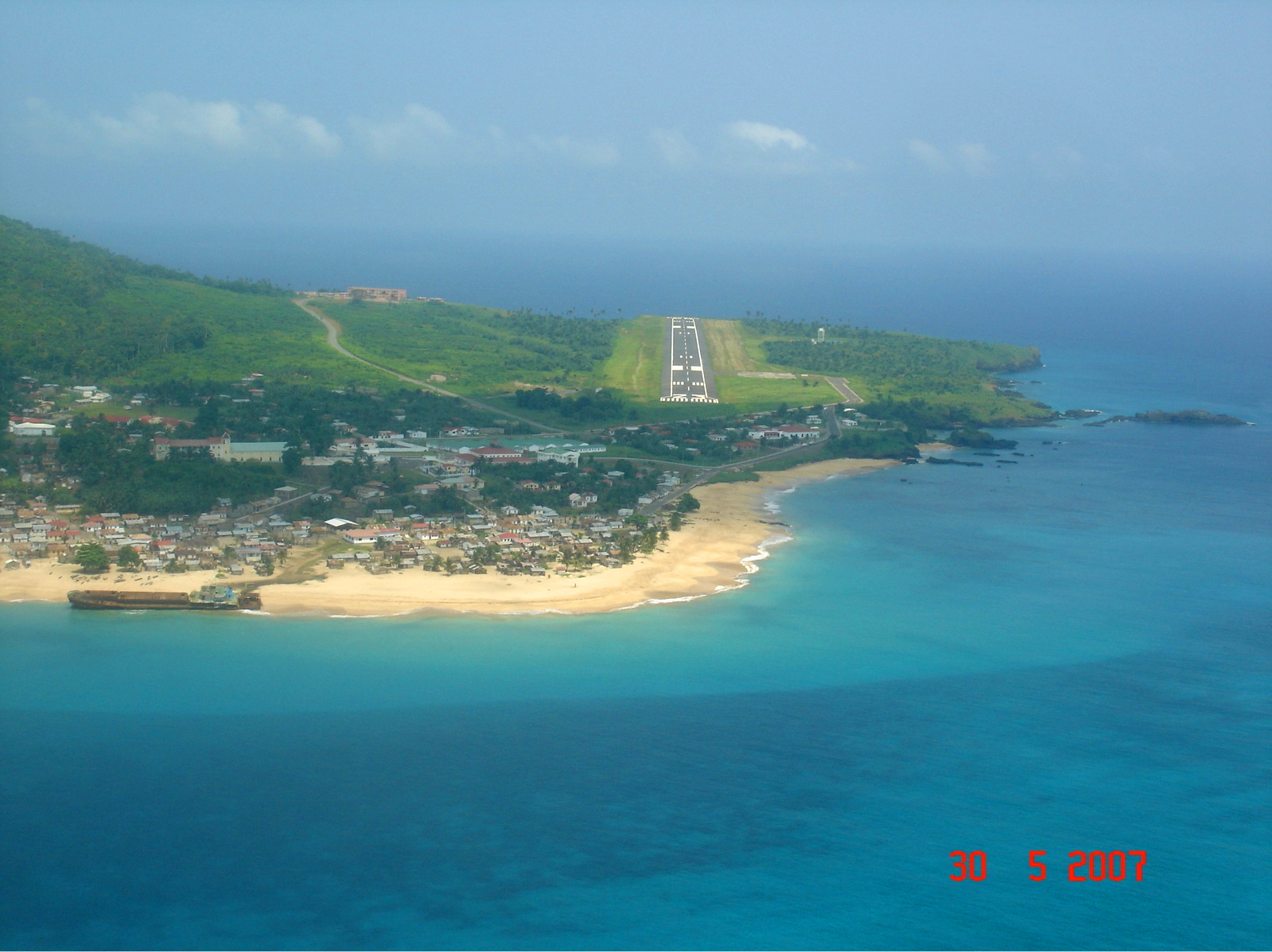
La ville avec l'aéroport d'Annobón à droite

## Population
San Antonio de Palé compte 2 120 habitants en 1983, 2 820 en 1994 et 5 008 en 2001. La majorité d'entre eux parlent espagnol et le créole quasi-lusophone fá d'Ambô.